# Jonílson
Jonílson Clovis Nascimento Breves est un footballeur brésilien né le 28 novembre 1978. Il était milieu de terrain.